# Slag bij San Esteban de Gormaz (917)
De Slag om San Esteban de Gormaz vond plaats in 917 tussen het koninkrijk León en het Omajjadische kalifaat Cordoba.

## Context
De grensstad San Esteban de Gormaz was aan het begin van de islamitische overname ontvolkt en diende als bufferzone tussen het islamitische kalifaat Córdoba en het christelijke koninkrijk León.

## Het gevecht
Koning Ordoño II van León probeerde deze stad opnieuw te bevolken en de controle terug te krijgen, maar verrast begon de Omajjadsiche moslimgeneraal Abu-Abdallah in 917 met de belegering van San Esteban de Gormaz. De koning haastte zich om de stad te helpen en slaagde erin de Omajjadische legers op de vlucht te slaan die na de overwinning ontsnapten. Wat generaal Abu-Abdallah betreft, hij werd tijdens de slag geëxecuteerd en zijn hoofd werd op de stadsmuren geplaatst om elke poging van de moslims om terug te keren te voorkomen.